# Eretmopus
Eretmopus là một chi bướm đêm thuộc họ Geometridae.

## Các loài
- Eretmopus discissa Walker
- Eretmopus marinaria (Guenée, 1857)